# Adin Ross
Adin David Ross (Boca Ratón, Florida, 11 de octubre de 2000) es un streamer estadounidense. Es conocido por sus colaboraciones con celebridades y transmisiones en vivo de los videojuegos NBA 2K y Grand Theft Auto V. Anteriormente transmitió en Twitch antes de firmar un acuerdo con Kick en el 2023.

## Biografía
Adin Ross nació de padres judíos el 11 de octubre de 2000 en Boca Ratón, Florida. Se mudó a la ciudad de Nueva York por un breve período de tiempo, pero decidió vivir en Three Rivers, California.  Ross tenía interés en la transmisión desde una edad temprana y ha declarado que se saltó su baile de graduación de la escuela secundaria para transmitir en Twitch.
Ross reveló en una entrevista de No Jumper con Adam22 que a los 12 años fue apuñalado mientras dormía por un pariente mentalmente inestable. Ross recibió nueve puntos de sutura en el brazo, mientras que el pariente fue a la cárcel antes de ser ingresado en un hospital psiquiátrico.

## Carrera

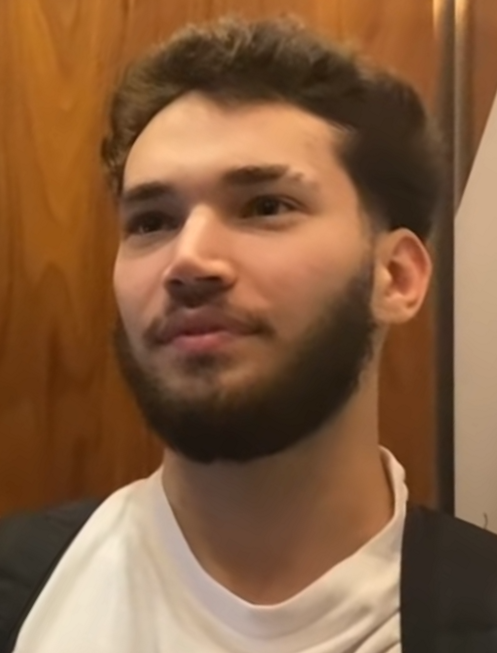
Ross durante un vlog de 2021

Ross comenzó a transmitir regularmente en Twitch mientras vivía con su hermana Naomi Ross. Eventualmente se unió a un grupo de NBA 2K llamado Always Excelling y conoció a Bronny James a través de él. Ganó popularidad jugando NBA 2K20 con James y haciendo partidas de apuestas con otros streamers y YouTubers.  En 2020, Ross estaba transmitiendo con Bronny cuando LeBron James se unió a la llamada, que luego se publicaría en su página de Twitter.
En diciembre de 2022, Ross estaba en conversaciones para entrevistar a Kanye West tras sus polémicos comentarios sobre los judíos, pero decidió no hacerlo después de que West le dijera a Ross en una llamada telefónica: «ustedes los judíos no me van a decir lo que puedo y no puedo decir.»
El 23 de febrero de 2023, anunció que se mudaba permanentemente de Twitch a Kick.

## Controversias
Después de que el influencer Andrew Tate fuera arrestado en Rumania el 29 de diciembre de 2022, cinco personas habían sido autorizadas a visitar a Tate bajo custodia, incluido Ross, quien dijo que volaba a Rumania, pero el gobierno rumano le negó el acceso. Ross tuiteó: «Joe Biden, por favor, sigue adelante y perdona a Andrew Tate.»
En marzo de 2024, Ross afirmó que Tate le había dicho «Voy a salir de Rumanía pronto y probablemente nunca volveré», lo que provocó que Tate y su hermano Tristan fueran arrestados para evitar que huyeran del país.
Ross se disculpó públicamente con Tate durante una transmisión en vivo, diciendo que «realmente la cagó».
Ross comenzó a transmitir en Kick y generó controversia por transmitir en vivo el Super Bowl LVII y abrir el sitio web de Pornhub mientras transmitía.
Ross estuvo involucrado en una controversia de «transmisión de jacuzzi» en Twitch con la popular streamer Amouranth.

### Baneos de Twitch

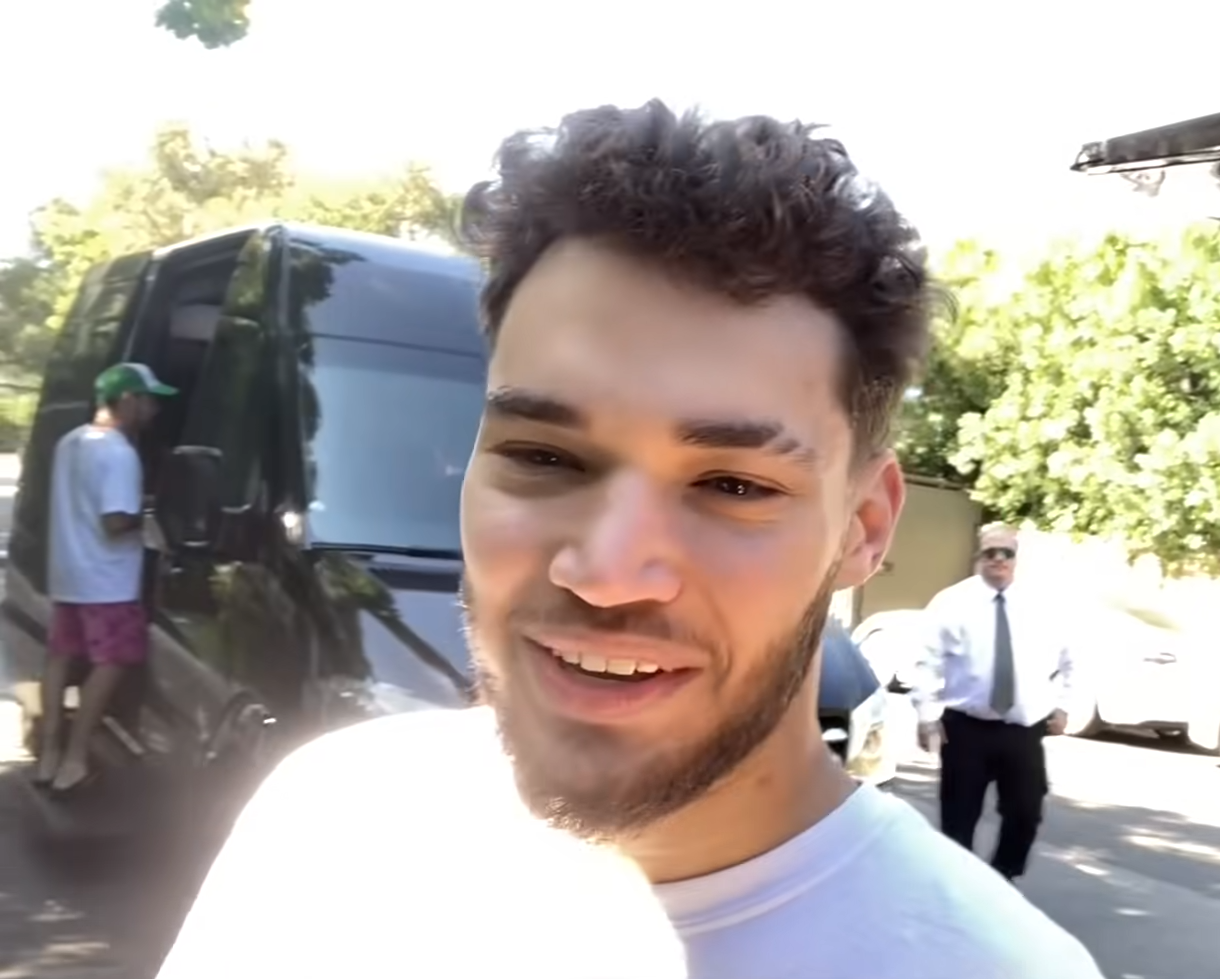
Ross en 2021

El 10 de abril de 2021, Ross fue expulsado de Twitch después de que el YouTuber Zias respondiera a una llamada telefónica y llamara a Ross «maricón». Ross se defendió de la prohibición afirmando al personal de Twitch que no dijo la palabra y que no estaba en la habitación en ese momento. Twitch aclaró que, en base a esta información, se le permitiría transmitir. Sus seguidores comenzaron a hacer tendencia el hashtag «#FreeAdin» en Twitter en un intento de presionar la decisión de Twitch. Su prohibición fue levantada el 12 de abril de 2021.
Más de un año después, el 20 de abril de 2022, Ross fue suspendido indefinidamente debido al uso de «insultos o símbolos de odio», debido al uso de un insulto homofóbico por parte de Ross en la transmisión en vivo del streamer de Twitch YourRAGE. Más tarde pudo reanudar la transmisión en junio del 2022.
Ross fue expulsado de Twitch por octava vez, ahora prohibido permanentemente, el 25 de febrero de 2023, por «conducta de odio», después de que mostrara su chat en vivo no moderado de Kick en la transmisión, que se inundó de mensajes racistas y antisemitas por parte de los espectadores.

## Filmografía
| Año  | Artista(s), Twitch streamer | Título                                 | Rol                     | Ref.   |
| ---- | --------------------------- | -------------------------------------- | ----------------------- | ------ |
| 2021 | DCG Shun & DCG Bsavv        | «House Party»                          | Invitado a la fiesta    | [ 31 ] |
| 2021 | SSGKobe                     | «MIA»                                  | Él mismo                | [ 32 ] |
| 2021 | Trippie Redd                | «Holy Smokes» (featuring Lil Uzi Vert) | Presentador de noticias | [ 33 ] |
| 2021 | Tyla Yaweh                  | «Back Outside»                         | Él mismo                |        |
| 2021 | Sub Urba (con Bella Poarch) | «Inferno»                              | Concierge               |        |